# Narayan Hari Apte
Narayan Hari Apte (Marathi: नारायण हरि आपटे, Nārāyaṇ Hari Āpṭe; * 11. Juli 1889 in Samdoli, Präsidentschaft Bombay; † 14. November 1971 in Koregaon, Maharashtra) war ein indischer Schriftsteller, Herausgeber und Drehbuchautor. Er schrieb in marathischer Sprache und hatte entscheidenden Einfluss auf die Entwicklung des Genres der sozialreformistischen Marathi-Literatur in den 1920er und 1930er Jahren.

## Leben
Apte stammte aus dem Dorf Samdoli im Distrikt Sangli und war als Autor von Romanen und Sammlungen von Kurzgeschichten von den Ideen der Sozialreformbewegungen des 19. Jahrhunderts in Maharashtra beeinflusst. Seine Geschichten behandeln historische und soziale Themen, die im Alltag der Mittelschicht angesiedelt sind. 1924 gründete er das Verlagshaus „Apte & Co“, das unter anderem die bereits seit 1915 bestehende literarisch-politische Zeitschrift „Alhaad“ herausgab.
Durch Baburao Painter kam er 1925 zum Film und schrieb Drehbücher für Marathi-Filme, zumeist nach seinen eigenen literarischen Werken. Seine bekanntesten Arbeiten entstanden in den 1930er Jahren für V. Shantaram bei der Prabhat Film Company. Er arbeitete auch mit den Regisseuren Datta Dharmadhikari, Shantaram Athavale und Dinkar Patil.

## Werke
- Bhagyashree
- Hridayachi Shrimanti
- Manavi Asha – मानवी आशा
- Na Patnari Goshta (1923) – न पटणारी गोष्ट
- Pach Te Pach – पाच ते पाच
- Rajputache Bhishma – राजपुताचे भीष्म
- Waiting Room – वेटिंग रूम
- Ekti (1966) – एकटी

## Filmografie
- 1925: Savkari Pash
- 1925: Rana Hamir
- 1934: Amritmanthan
- 1936: Rajput Ramani
- 1937: Kunku/Duniya Na Mane
- 1937: Pratibha
- 1937: Gangavataran
- 1938: Dhruva Kumar
- 1948: Bhagyarekha
- 1951: Kunkvacha Dhani
- 1954: Sansar Karaychay Mala
- 1960: Umaj Padel Tar